# Кюйши
Кюйши (каз. Күйші) — в буквальном смысле означает «исполнитель кюйев». Музыкант, играющий на домбре, кобызе и сыбызгы. Кюйши также называют домбристом, кобызистом и сыбызгистом. Кюйши делятся на тех кто исполняет композиции на определенном инструменте, и на композиторов, которые исполняют собственные композиции.
Кюй — казахская народная инструментальная пьеса, исполняемая главным образом на домбре. Кюй воплощает многолетнее народное творчество и отражает различные проявления природы в музыкальной форме. Имеются кюи, изображающие скачки, полёт птиц, шуршание змей и пр. Их исполняют кюйши, а также жирши и акыны.
Кюи имеют локальные стили, ярко выраженные в интонационном складе мелодий, видах инструментов, исполнительской технике. Известными исполнителями кюйши являются - Коркыт-ата (VII-VIII вв.), Кетбуга (XII-XIII вв.). Лучшими образцами кюёв Западного Казахстана является творчество выдающихся композиторов - кюйши Курмангазы, Ахмедьярова и Даулеткерея, для Восточного и Северного Казахстана — Таттимбета и Агашаяка, для Южного — Ихласа, Сугура, Байсерке и др.
Современные композиторы - кюйши: Д. Нурпеисова, М. Ержанов, Ж. Каламбаев, А. Шингожаев и др.